# James Doohan

James Montgomery "Jimmy" Doohan, född 3 mars 1920 i Vancouver, Kanada, död 20 juli 2005 i Redmond, Washington, var en kanadensisk skådespelare och författare mest ihågkommen för rollen som Montgomery "Scotty" Scott i den ursprungliga TV-serien Star Trek och efterföljande filmer.
Doohan drabbades av Parkinsons sjukdom, diabetes och lungfibros på senare dagar. 2004 diagnostiserades han med Alzheimers sjukdom.

Halv sex på morgonen 20 juli 2005 dog Doohan av Alzheimers och lunginflammation i sitt hem i Redmond, Washington.

Kvarlevorna (sju gram aska) efter skådespelaren sköts upp i rymden tillsammans med kvarlevorna från astronauten Gordon Coopers från en uppskjutningsplats i staden Truth or Consequences i New Mexico, USA. Efter en femton minuters lång tid i rymden återvände askan med fallskärm till jorden för att sedan begravas av de anhöriga.

## Filmografi (urval)

### Filmer
| År   | Titel                                  | Roll                     | Info       |
| ---- | -------------------------------------- | ------------------------ | ---------- |
| 1963 | The Wheeler Dealers                    | Defense Attorney         | uncredited |
| 1964 | Signpost to Murder                     | 1st Guard                | uncredited |
| 1965 | 36 Hours                               | Bishop                   | uncredited |
| 1965 | Bus Riley's Back in Town               | Les                      |            |
| 1965 | The Satan Bug                          | SDI Agent at Gas Station | uncredited |
| 1968 | Jigsaw                                 | Building Superintendent  |            |
| 1971 | Pretty Maids All in a Row              | Follo                    |            |
| 1971 | Man in the Wilderness                  | Benoit                   |            |
| 1979 | Star Trek: The Motion Picture          | Scotty                   |            |
| 1982 | Star Trek II: The Wrath of Khan        | Scotty                   |            |
| 1984 | Star Trek III: The Search for Spock    | Scotty                   |            |
| 1986 | Star Trek IV: The Voyage Home          | Scotty                   |            |
| 1989 | Star Trek V: The Final Frontier        | Scotty                   |            |
| 1991 | Star Trek VI: The Undiscovered Country | Scotty                   |            |
| 1992 | Double Trouble                         | Chief O'Brien            |            |
| 1994 | Star Trek: Generations                 | Scotty                   |            |
| 1998 | Bug Buster                             | Sheriff Carlson          |            |
| 1999 | Through Dead Eyes                      | Barney Fredericks        |            |
| 1999 | The Duke                               | Clive Chives             |            |

### TV-serier
| År        | Titel                          | Roll                                      | Info                                                    |
| --------- | ------------------------------ | ----------------------------------------- | ------------------------------------------------------- |
| 1950      | Actor's Studio                 |                                           | "Sanctuary in Paris"                                    |
| 1951      | Suspense                       | Peters                                    | "Go Home Dead Man"                                      |
| 1952      | Tales of Tomorrow              |                                           | Plague from Space                                       |
| 1956      | First Performance              |                                           | "O'Brien"                                               |
| 1963-1965 | The Virginian                  | James Francis O'Bannion / George Mitchell | "The Man Who Couldn't Die" "Letter of the Law"          |
| 1964-1966 | The Man from U.N.C.L.E.        | Phillip Bainbridge / Mr. MacInernay       | "The Shark Affair" "The Bridge of Lions Affair: Part 1" |
| 1965-1967 | Peyton Place                   | Thomas                                    | 28 avsnitt                                              |
| 1966-1969 | Star Trek                      | Scotty / Oracle / M-5 / ...               | 66 avsnitt                                              |
| 1973-1974 | Star Trek                      | Scotty / Arex / Gabler / ...              | 22 avsnitt                                              |
| 1978      | Jason of Star Command          | Commander Canarvin                        | 16 avsnitt                                              |
| 1983      | Magnum, P.I.                   | Archie MacPherson                         | "The Big Blow"                                          |
| 1990      | MacGyver                       | Speedy                                    | "Harry's Will"                                          |
| 1992      | Star Trek: The Next Generation | Scotty                                    | "Relics"                                                |
| 1996-1997 | Glamour                        | Damon Warwick                             | 7 avsnitt                                               |